# She Still Comes Around (album)
Pour l’article homonyme, voir She Still Comes Around (chanson).
Albums de Jerry Lee Lewis
Another Place, Another Time
(1968) Sings the Country Music Hall of Fame Hits, Vol. 1
(1969)
She Still Comes Around (To Love What's Left Of Me) est un album de Jerry Lee Lewis, enregistré sous le label Smash Records et sorti en 1969.

## Liste des chansons
1. To Make Love Sweeter for You (Jerry Kennedy/Glenn Sutton)
2. Let's Talk About Us (Otis Blackwell)
3. I Can't Get Over You (Ben Peters)
4. Out of My Mind (Kenny Lovelace)
5. Today I Started Loving You Again (Merle Haggard)
6. She Still Comes Around (Sutton)
7. Louisiana Man (en) (Doug Kershaw)
8. Release Me (Eddie Miller/Dub Williams/Robert Yount (en))
9. Listen, They're Playing My Song (Glen Garrison/Charlie Williams)
10. There Stands The Glass (A. Greisham/Russ Hull/Mary Jean Shurtz)
11. Echoes (Cecil Harrelson/Linda Gail Lewis)

## Source de la traduction
- (en) Cet article est partiellement ou en totalité issu de l’article de Wikipédia en anglais intitulé « She Still Comes Around » (voir la liste des auteurs).